# Debarca

Debarca elhelyezkedése Macedóniában

Debarca (macedónul: Општина Дебарца) egy község Macedóniában, a Délnyugati körzetben, melynek székhelye Belcsista.

## Népesség
- 2002-ben 5 507 lakosa volt, melyből 5 324 macedón (96,7%), 153 albán, 30 egyéb.

## A községhez tartozó települések
- Belcsista,
- Arbinovo,
- Botun (Debarca),
- Brezsani (Debarca),
- Velmej,
- Volino,
- Vrbjani (Debarca),
- Godivje (Debarca),
- Gorenci (Debarca),
- Gorno Szredorecsie,
- Grko Pole,
- Dolno Szredorecsie,
- Zleszti,
- Izdeglavje,
- Klimestani,
- Laktinye,
- Lesani,
- Meseista,
- Mramorec,
- Novo Szelo (Debarca),
- Ozdoleni,
- Orovnik,
- Peszocsani,
- Szlatino (Debarca),
- Szlatinszki Csiflik,
- Szlivovo (Debarca),
- Szosani,
- Trebenista,
- Turje (Debarca),
- Crvena Voda (Debarca).